# Idősor
Idősornak az olyan statisztikai megfigyeléseket nevezzük, amelynek elemeit egymást követő időpontokban (időszakokban) regisztrálták, és ez az időbeliség az adatok fontos tulajdonsága.
Példa lehet:
- egy bolt napi forgalmának egy hosszabb időszakon keresztül összegyűjtött adatsora.
- egy termék országos terjesztésénél a hetenként értékesített mennyiségek sora.
- buszjárat utasainak száma óránként.
- üdülőhely szállodáiban a szobák napi kihasználtsága.
- populáció egyedszámának időben változó sora (pl. népesség, sejttenyészet stb.).

Az idősoros megfigyeléseket tekinthetjük a teljes statisztikai populációnak is de gyakrabban feltételezzük, hogy az {\displaystyle y_{1},y_{2},\ldots } megfigyelések az {\displaystyle Y_{1},Y_{2},\ldots } valószínűségi változók (sztochasztikus folyamat) realizációi. Eszerint {\displaystyle y_{1},y_{2},\ldots } egy statisztikai minta, melyből a populációban meglévő összefüggésekre kívánunk következtetni.
Szűkebb értelemben megköveteljük, hogy a mintavételezés szabályos időközönként történjen, de ha ez a feltétel nem teljesül, az idősor elemzésének néhány fázisa ekkor is elvégezhető (értelmezhető).
Szabályos idősorok modellezésére az egyszerűbb {\displaystyle \{\,t=1,2,3,\ldots ,n\,\}\mapsto y(t)=y_{t}} sorozat-függvényt használjuk, azaz a mintavételezés egzakt időpontjai (dátum, hh:mm:ss) helyett csak a minták sorszámával azonosítjuk az adatokat és sorrendjüket. Szabálytalan adatsorban lehetnek egyenetlenek az intervallumok vagy általában azonosak, de néhány időpontban hiányzik az adat.

## Elemzés
Az idősorok elemzésére a legtöbb általános statisztikát (statisztikai függvényt) alkalmazhatjuk: az átlag (számtani-, kronologikus- stb.), a szórás, a terjedelem stb. kiszámítható, értelmezhető. Azonban az adatok feltételezett időbeli struktúrája komolyabb elemzést is lehetővé tesz. Például az elemi vizsgálatokon túl lehetőség-szükség lehet olyan számításokra, amelyek a vizsgált mennyiség jövőbeli alakulására adnak becslést (prognózis). Erre mutatunk egy példát:

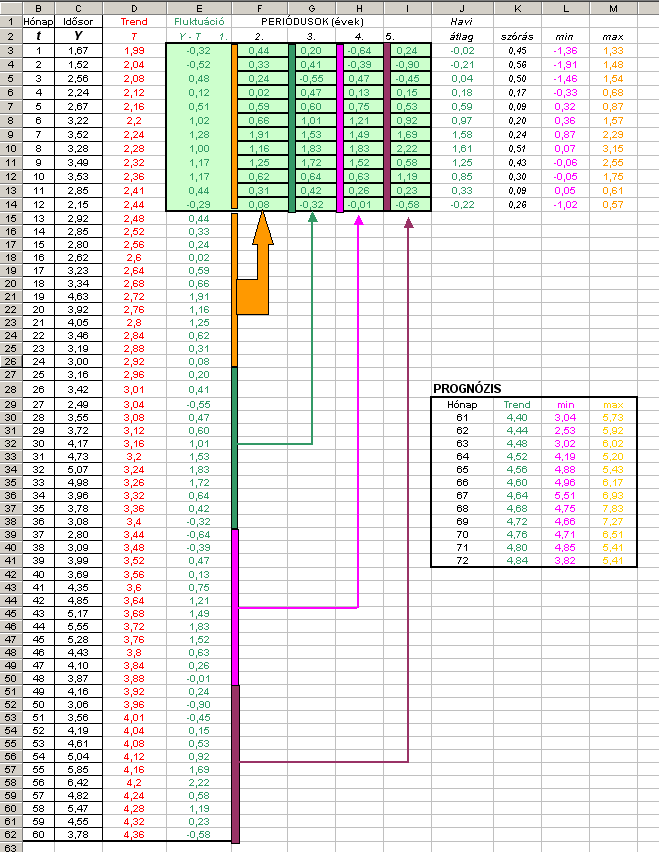
A munkalap

 Egy szezonális árucikk (pl. fagylalt, napolaj) forgalmazásának havonkénti adatait tartalmazza az Excel-munkatábla (C/Idősor/Y) oszlopa. Az első oszlopban látható, hogy a mintavételezést 5 éven (60 hónap) keresztül végezték. Az illusztrációban közömbös, hogy az {\displaystyle y_{1},y_{2},\ldots } elemek a havi bevételt (MFt-ban), vagy az eladott termék tömegét (tonnában, literben, dobozokban) adják meg.

### Első lépésben
az adatok grafikus ábrázolásával „megsejthető” a folyamat irányzata (trend), ami a példában lineárisan emelkedőnek tűnik. (Más példában tapasztalhatunk exponenciális, logaritmikus stb. változásra utaló tendenciát.) A trend értékeit (itt) a T = m.t + b formulának megfelelően kiszámíthatjuk. Ezt tartalmazza a táblázat (D/Trend/T) fejlécű oszlopa.

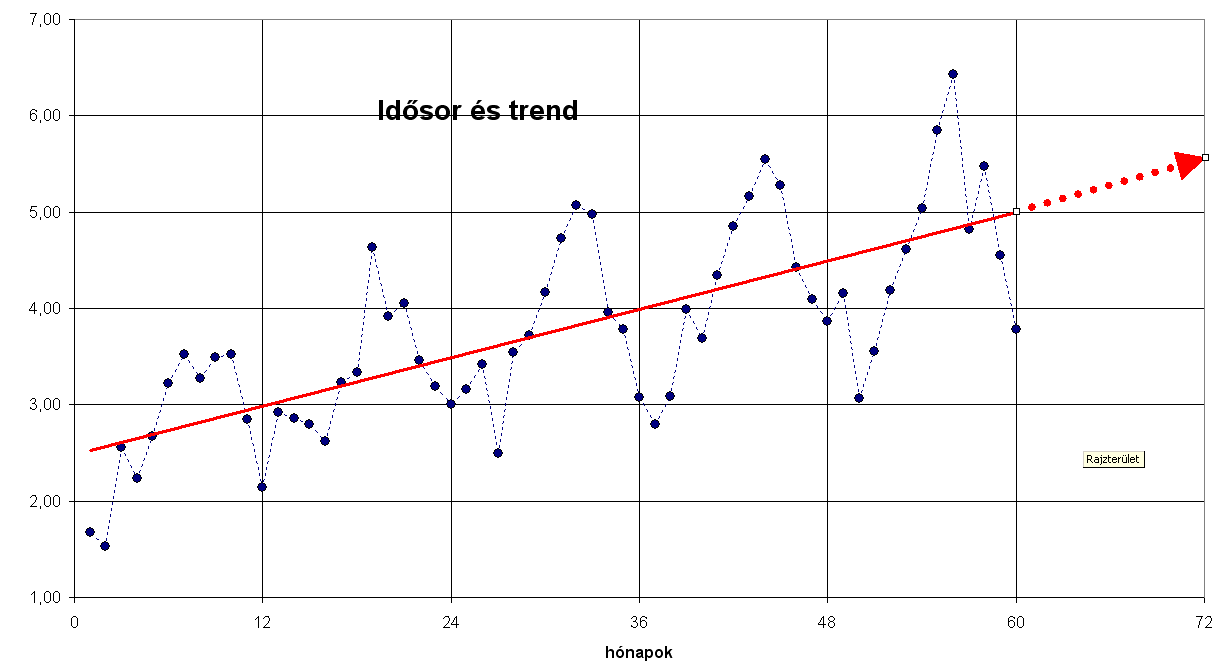
Az adatsor és a trend

Az idősort és a trendvonalat ábrázoló grafikonból látszik, hogy a mért (Y) és a számított (T) értékek különbsége szabálytalan sorozatot alkot: fluktuáció (ingadozás). Ennek a sztochasztikus (véletlenszerű) adatsornak az értékeit kiszámíthatjuk: a táblázat (E/Fluktuáció/Y-T) oszlopa.

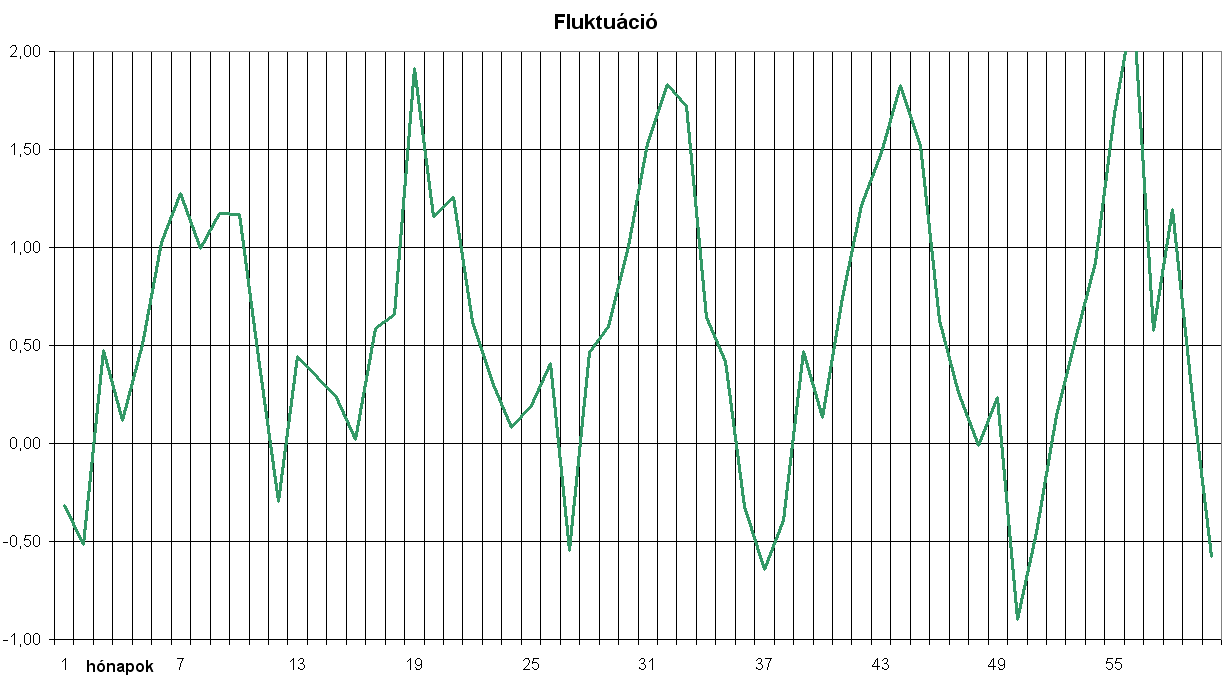
A trendre rakodó fluktuáció

Az F = T-Y adatsor grafikonjából (és természetesen az árucikk szezonális jellegéből) következtethetünk arra, hogy a fluktuációt két hatás okozza, s ezek közül az egyik valamilyen periodikus (ún. szezonális = S) komponens (itt az éghajlat), melyre rárakódik egy véletlenszerű (random =R) perturbáció. Ezért az eredeti adatsort (Y) három komponensekre bonthatjuk – trend (T), szezonális (S) és véletlen (R). A feltételezett matematikai modell tehát így írható:
Y(t) = T(t) + S(t) + R(t)

### Második lépésben
a periódus meghatározása (becslése) alapján kiszámítjuk az egyes szezonok azonos időszakában számított fluktuációknak az átlagát és a szórását. Az Excel-tábla E-F-G-H-I oszlopaiban láthatók az egyes évek azonos hónapjaihoz tartozó számított értékek (halvány zöld alapszínnel kiemelt cellák), ezek soronkénti átlaga és szórása a munkalap J ill. K oszlopába kerültek. A statisztikai adatfeldolgozási gyakorlatban használt ú.n. három-szigma szabályt alkalmazva meghatározhatjuk annak a (konfidencia)intervallumnak a felső (max) és alsó (min) határát, amelybe a fluktuáció esik.

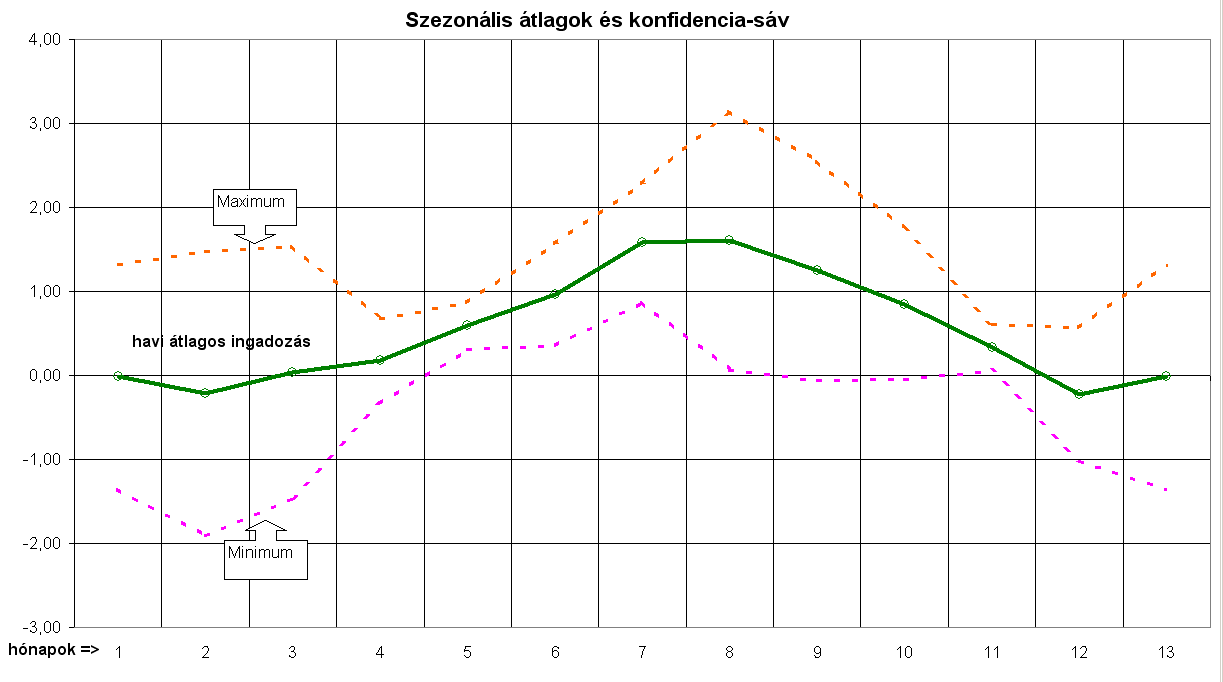
A szezonális közép és hibahatára

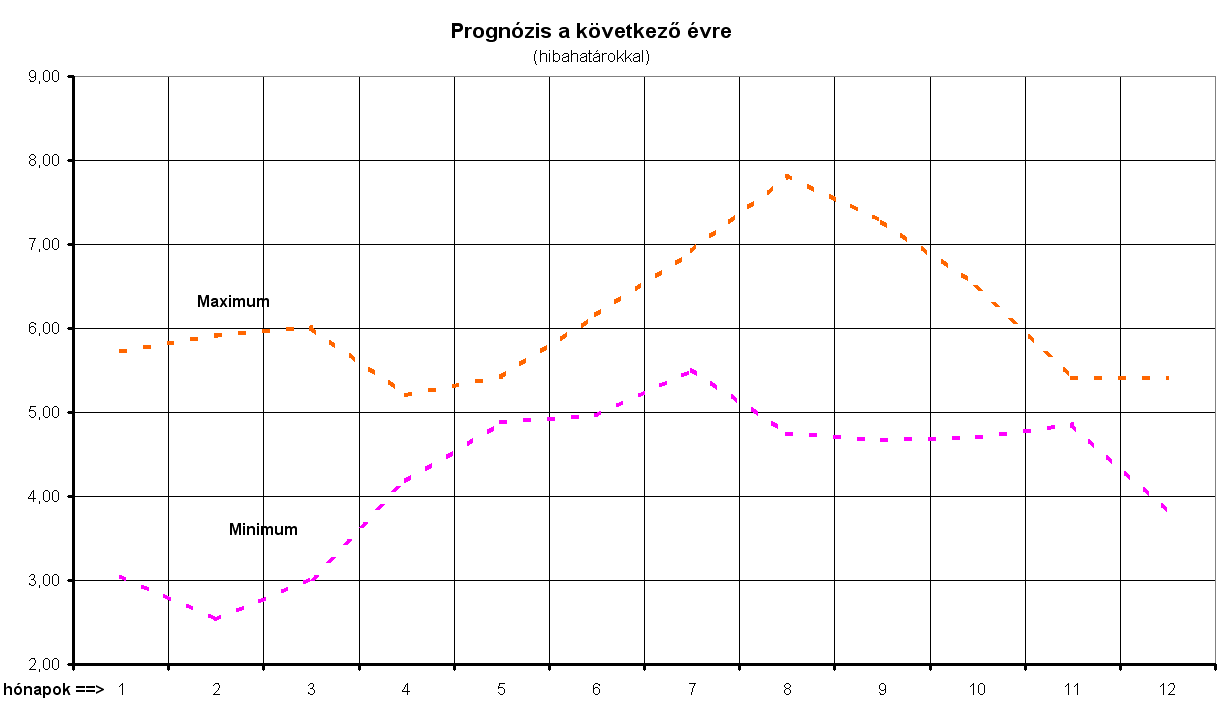
A prognózis

A prognózist ezek után úgy adhatjuk meg, hogy
- a T = m.t + b formulával kiszámítjuk a következő év hónapjaira a trendet (prognózis-közép)
- az egyes t időpontokban a trendhez a konfidenciahatárokat hozzáadjuk
- Ymin(t) ~ T(t) +min(t)
- Ymax(t) ~ T(t) +max(t)

Az ábrán e két számsor által meghatározott (interpolált) görbe adja a becslés konfidenciasávját 99%-os megbízhatósági szinten.

### Excel parancsfájlok felhasználása az idősorkutatásban
- Az Excel messze legfontosabb előnye, hogy az Office csomag elterjedése miatt szinte mindenhol megtalálható. Általános elérhetősége egyben azt is jelenti, hogy az emberek és a kisvállalkozások, akik a drága, és folyamatosan friss verziókkal jelentkező szoftvereket nem képesek megvásárolni – elemzési-prognosztikai eszköztárát is erősítheti. Megemlítjük továbbá azt a fontos tényt, hogy a statisztika oktatásában ma már Magyarországon, a nagyobb egyetemeken és főiskolákon az Excel, mint táblázatkezelő szoftver elterjedt, főként könnyű elérhetősége okán. A Microsoft Excel alapszolgáltatásainak használata terjedt el az oktatásban és az üzleti életben Magyarországon, pedig Excel ennél többre képes, lehet batch file-okat, kötegelt parancsállományokat (a továbbiakban parancsfájlokat, illetve programokat) készíteni. Véleményünk szerint az adatelemzés öt szintje oldható meg az Excellel: Az első szint az, amikor a Függvény beszúrása varázslót (ikont) használjuk, tehát beépített statisztikai, matematikai és trigonometriai, mátrix, adatbázis, stb. függvényeket alkalmazunk. A második szint, amikor az Eszközök – Adatelemzés menüpont szolgáltatásait (pl. regresszió, trendszámítás, előrejelzés stb.) használjuk. A harmadik szint, amikor magunk írunk konkrét adatsorhoz vagy adatsorokhoz képleteket, mivel nem minden feladathoz áll rendelkezésre megírt függvény. A negyedik szint az, amikor parancsfájlokat készítünk – vagyis a harmadik szintet általánosítjuk – aminek felhasználásával az általunk megadott adatbázis terjedelméig (ez az adatbázisok sajátosságainak függvényében 25 – 10000 megfigyelés) új adatbázisok felhasználásával korlátlan számban számításokat végezhetünk a programozott képletek, illetve függvények alkalmazásával. Gyakran igen sok számítást kell elvégezni. Eben az esetben az idővel való takarékos gazdálkodás a cél, mert gyakran a harmadik szintnél egy feladatsor számításainak elvégzése több óra, vagy több nap, amit a parancsfájlok felhasználásával egy perc alatt el lehet végezni. Az ötödik szint az, amikor a feladat a hagyományos módon nem oldható meg. A logisztikus trendek, a sztochasztikus idősorkutatás (pl.: ARIMA) és egyéb speciális trendfüggvények esetében a függvényeket nem lehet lineárisra transzformálni, a cél megkeresni azokat a paramétereket, amelyek mellett az illesztés a legpontosabb. A logisztikus regressziós függvények nem linearizálhatók, de iterációs eljárással, a paraméterek változtatásával a paraméterek becsülhetők, meghatározható egy olyan függvény, ahol a többszörös determinációs együttható a legnagyobb, illetve az eredeti- és becsült adatok közötti eltérésnégyzetösszeg a legkisebb. Az Excel a Visual Basic for Applications (VBA) felhasználásával programozható, így ezek a feladatok egy iterációs eljárással megoldhatók. A negyedik és ötödik szint további előnye az, hogy szakértői értékelésre is felhasználhatók, vagyis javaslatot lehet tenni a különböző modellek elfogadására vagy elutasítására. Az ismertetett Excel parancsfájlok az idősorkutatás területén hatékonyan alkalmazható a dekompozíciós és sztochasztikus idősorelemzés területén.
- Excel parancsfájlok. 2006–2014. A Pécsi Tudományegyetem Közgazdaságtudományi Karán Sipos Béla és Kehl Dániel [1] Magyarországon elsőként dolgozták ki az Excel parancsfájlokat, megoldották az iterációs problémákat is, pl. 12 féle logisztikus trend, ARIMA modellek [2] stb. becslése. Letölthető a kézikönyv és a parancsfájlok: [3]
- A következőkben bemutatunk néhány bonyolultabb idősorkutatási modellt, amelyek használata a kidolgozott Excelparancsfájlok esetében egyszerű, felhasználó barát. A munkalapokat egységes szerkezetben építettük fel. A változtatható, illetve megadható vagy megadandó adatokat sárga mezők jelölik, az eredményeket pedig egységes struktúrában, illetve szóhasználattal kívántuk megjeleníteni. A megértéshez szükséges végeredmények, és az egyes cellák számításához használt képletek valamennyi cella esetén láthatóak. Természetesen a képletek, függvények olvasásához alapvető táblázatkezelési ismeretek elengedhetetlenek, ezzel a számítás menete követhetővé válik. Szintén nagyon fontos, hogy egyetlen cella, vagy vezérlőelem (Checkbox, legördülő menü stb.) megváltoztatása az eredmények azonnali változását vonja maga után
- Office 2010: Beállítások: Fájl – Beállítások. Az Excel beállításai, innen azonos a beállítások módosítása az Office 2007-ben leírtakkal. Kattintson az Adatvédelmi központ (Trust Center) elemre, majd Az Adatvédelmi központ beállításai (Trust Center Settings) gombra végül a Makróbeállítások (Macro Settings) elemre. Kattintson a kívánt beállításra, a választás: Az összes makró engedélyezése. (Enable all macros) Minden választás után Ok. Kattintson a Bővítmények (Add-Ins) gombra, majd válassza a Kezelés – Excel bővítményeket alul, az ugrást választva a Bővítményeket bejelölheti (Manage: Excel Add-Ins, Go, megjelenik: Analysis Tool Pak, érdemes a többit is bejelölni.). A Bővítményeket az Excel installálja. A Bővítmények megjelennek: Adatok – Adatelemzés ikonnál. (Data – Data Analysis) Körkörös hivatkozás esetén, ha iterációt végez az Excel, az Excel által javasolt módósítás: Az Excel beállításai – Képletek – Közelítés engedélyezése. A logisztikus trendek és logisztikus regressziós függvények valamint a simit (exponenciális simítás) ARIMA, esetében még a következő beállításokra van szükség: Eszközök – Bővítménykezelő – Solver beikszelni, vagy ha be van jelölve kiszedni a bejelölést, kilépni, lementeni, belépni és újra bejelölni a Solvert. (A többi bővítményt is célszerű bejelölni) Továbbá: Eszközök – Makró – Visual Basic Editor – Tools (felül) – References – Solver legyen bejelölve. Megoldható úgy is, hogy Alt+F11 Tools, Preferences, és ki kell jelölni (pipa jel) a SOLVER feliratot, ha nem volt bejelölve. Az Excel beállításai. Menüszalag testreszabása-Fő lapok-Jelölje be: Fejlesztőeszközök. Ok. Megjelenik a Fejlesztő eszközök szalag, azon belül Visual Basic-Tools-References-Solvert be kell jelölni. Kilépés után mindig menteni kell.

#### A ciklikus (periodikus) mozgás modellezése
A ciklikus (periodikus) mozgás sémáját az alábbiakban mutatjuk be, ami, a fizikából ismert harmonikus rezgés modelljére épül, melyben az
1.	szakasz a pangás, (depresszió),
2.	szakasz a megélénkülés, (expanzió),
3.	szakasz a fellendülés, (prosperitás),
4.	szakasz pedig a válság (recesszió vagy hanyatlás) időszaka.
Ha csak egy fellendülő és egy visszaeső fázist különböztetnek meg, gyakran a következő terminológiát használják: felszálló ág és leszálló ág, alacsonyabb fordulópont vagy hullámvölgy (mélypont), fellendülés vagy növekedés, magasabb fordulópont (csúcs), és visszaesés vagy csökkenés. A gyakorlati tapasztalatok szerint a ciklusok periódusa és amplitúdója változik. A nemzetközi szakirodalom a következő öt konjunktúra-ciklust feltételezi és különbözteti meg: 
1.	a 3–5 éves leltár (készlet) vagy Kitchin-ciklus;
2.	a 7–11 éves állandó befektetési (gépi beruházási) vagy Juglar-ciklus;
3.	a 15–25 éves építési vagy Kuznets-ciklus;
4.	a 45–60 éves hosszú vagy Kondratyev-ciklus;
5.	a 100 évnél hosszabb évszázados vagy szekuláris trendek
A ciklusok periódusa tehát duplázódhat, pl. egy Kondratyev ciklus [57 év] tartalmazhat 6 Juglart [9,5 év] és egy Juglar tartalmaz 3 Kitchint [3,16 év]. Ha például a Kondratyev ciklus hosszát [periódusát] átlagosan 54 évnek vesszük, és a Kuznets ciklust 18 évesnek állítjuk, a Juglar ciklust 9 évesnek, a Kitchin ciklust 4,5 évesnek vesszük, akkor a kapcsolat teljesen tiszta:
1 Kondratyev ciklus = 3 Kuznets ciklus = 6 Juglar =12 Kitchin.
Egyszerű technikai eljárásokkal a ciklusokat részmozgásokra oszthatjuk, egyiket-másikat kiszűrhetjük a vizsgálni kívánt mozgás kimutatása érdekében. A trend a ciklus kiküszöbölésével felfedhető (például mozgóátlagolással, grafikus becsléssel, vagy a szokásos legkisebb négyzetek módszerének alkalmazásával). Kondratyev vizsgálati módszerének az a lényege, hogy az árakat egyszerű statisztikai indexszel ábrázolja, egyes pénzügyi (kamatráta, bérek), vegyes jellegű (külkereskedelmi forgalom), illetve tisztán naturális sorok esetében a trendtől való eltérés számítási módszerét alkalmazza. Az utóbbiaknál (külkereskedelem és termelés, valamint fogyasztás) mindig egy főre jutó adatokat használ, és a legkisebb négyzetek módszerével számított trendtől való eltéréseket vizsgálja úgy, hogy 9 éves mozgóátlagolással megpróbálja kiszűrni a rövidebb ciklusú mozgásokat. Ennek a megközelítésnek az a lényege, hogy ne az egyedi, hanem a hosszútávon érvényesülő összetett hatásokat ragadjuk meg, és ezáltal tudjunk a múltban érvényesült, és részben a jövőre is várható tendenciák segítségével hozzátenni valamit a rövid távú szakmai elemzésekhez. a ciklusok időtartama (periódusa) duplázódik. Ugyanakkor a különböző időtartamú ciklusok egyidejűek, keverednek, mozgásukkal csökkentik, vagy növelik az egész hullámzás amplitúdóját. Ha például az év-százados trend felszálló ága találkozik a Kondratyev ciklus leszálló ágával, akkor ez a válságot mérsékli, ellenkező esetben erősíti. Itt is érvényesül a fizikából ismert interferencia jelensége, illetve törvénye. Egy-szerű technikai eljárásokkal a ciklusokat részmozgásokra oszthatjuk, egyiket-másikat kiszűrhetjük a vizsgálni kívánt mozgás kimutatása érdekében. 
A hosszú ciklus kimutatása:
Az idősor elemei a hosszú ciklus vizsgálatánál a következők lehetnek:
1.	Évszázados trend
2.	3-9-27 éves Kitchin-, Juglar-, és a Kuznets- ciklusok
3.	Kondratyev ciklus
4.	Véletlen hatás
Az idősor hossza legalább 100 év, ebben az esetben egy évszázados trend és két hosszú-ciklus mutatható ki. A hosszú ciklusok vizsgálatánál először az eredeti idősor 9 vagy 27 tagú mozgóátlagát vesszük. A 9 tagú mozgóátlagolással a 3 éves periódusú Kitchin- és a 9 éves periódusú Juglar-, illetve 27 tagú mozgóátlagolásnál a Kuznets-ciklust is kiküszöböljük. A rövidebb ciklusok természetesen – az előzőekben ismer-tettek szerint – különböző periódusúak lehetnek, pl. 4-8-16 évesek, ebben az esetben 16 tag mozgóátlagolással küszöbölhető ki a Kitchin, a Juglar és a Kuznets-ciklus. A mozgóátlagolással a véletlen hatást is kiszűrjük. A mozgóátlagolás csak akkor küszöböli ki a periodikus hullámzást, ha a mozgóátlag tagszáma a periódus hosszával vagy egészszámú többszörösével egyenlő. Ha nagyobb tagszámot választunk, akkor a hullámzás ellentétes lesz a ciklussal, ha kisebb tagszámot választunk, mint a ciklus periódusa, akkor csak tompítjuk a hullámzást. A grafikus ábrát ezért alaposan kell elemezni, hogy a megfelelő mozgóátlag tag-számot kiválasszuk. Ezt követi a trend kiküszöbölése. Additív kapcsolat esetén a trendet az eredeti idősorból kivonjuk, multiplikatív kapcsolat esetén az eredeti idősort a trenddel osztjuk. Eljárhatunk úgy is, hogy először a trendet küszöböljük ki, s ezt követi a mozgóátlagolás. A két eljárás [sorrend], azonos eredményre vezet.
A rövid (Kitchin) ciklus kimutatása:
Az idősor elemei a rövid ciklus vizsgálatánál a következők lehetnek:
1.	Trend, ami lehet valamely hosszú ciklus fel, vagy leszálló ága
2.	3-5 éves Kitchin ciklus
3.	Szezonális hullámzás
4.	Véletlen hatás
Ha csak rövidebb ciklusokat vizsgálunk, akkor a szezonhatást küszöböljük ki mozgóátlagolással, s ezután a trendhatást. Havi adatoknál 12 tagú, negyedéves adatoknál 4 tagú mozgóátlagolást alkalmazunk.
A rövid ciklusok átlagos periódushosszának becslésére a ciklusfordulópontokszámítása.xlsm Excel parancs-fájl használható.
A program megkeresi az alsó és felső fordulópontokat, a felső fordulópontot (amikor a növekedés után csökkenés következik) + jellel, az alsó fordulópontot (amikor csökkenés után növekedés következik) – jellel jelöli. A hullámhossz egy teljes hullámnak a hossza, ami becsülhető a csúcsponttól a csúcspontig (+tól a következő +ig), vagy a mélyponttól a mélypontig (-tól a következő -ig). A program megkeresi a legelső + illetve – értéket és az eredmények munkalapon ezeket a fordulópontokat bejelöli. A következő táblázat sorszámokkal látja el a fordulópontokat, pl. az első + érték kapja az egy értéket, a ciklushosszát innentől számítjuk, a következő megfigyelések addig kapnak 1 értéket, amíg a program meg nem találja a következő + jellel jelölt fordulópontot, innen a jelölés 2. Ennek alapján megállapítható hány fordulópont van az idősorban. A rövidebb ciklusok kiküszöbölésére ezt az értéket vagy egész számú többszörösét használjuk mozgó átlag tagszámként. 
A trendszezon-hibaszámítás.xlsm Excel parancsfájl felhasználásával, most már megadhatjuk a mozgó átlag tagszámát. A program működése: Módosíthatók a trendek paraméterei és a szezon erőssége (ahol a nagyobb szám nagyobb amplitúdójú szezonkomponenst generál). A következő trendek modellezhetők: lineáris, féllogaritmikus, másodfokú parabolikus, harmadfokú parabolikus, exponenciális, elsőfokú hiperbolikus és S alakú logisztikus. A program elkészíti a trendek és a szezonkomponensek ábráját az additív és a multiplikatív modell esetben, továbbá csak a trendet, ha feltételezzük, hogy nincs szezonális hatás. A program célja az, hogy felismerjük azt, hogy egy idősor grafikus ábrája alapján milyen trendtípusok és szezonális (periodikus) kapcsolatok (additív vagy multiplikatív) jöhetnek számításba. A trend paramétereinek és a szezon erőssége változtatásával nyomon követhetők a grafikus ábrák változásai. A kézikönyv tartalmazza a különböző ciklusok kiküszöbölésének a módszerét is. 

#### Az exponenciális simítás Excel parancsfájl működése. (12 módszer)
Az exponenciális kiegyenlítés a számtani, illetve a mozgó átlagolás továbbfejlesztett változata. Ki-küszöböli a mozgó átlagolás azon hibáját, hogy az minden adatot azonos súllyal vesz figyelembe. A legújabb adatok általában nagyobb szerepet játszanak a jövőbeli adatok alakulásában, mint a régebbi adatok. Ezért a legfrissebb adatoknak a megelőzőnél relatíve nagyobb súlyt kell adnunk. Előnye, hogy egyszerűen kezelhető, nem kíván nagyobb matematikai elmélyülést. Az alkalmazhatóság feltételeit is meg kell említeni: megfelelő hosszúságú idősor [20-90] szükséges a kiegyenlítéshez. Az adatállomány maximum 2500 megfigyelés lehet. 12 exponenciális simítási módszert programoztunk. A szezonalitást tartalmazó modellek esetében az ex-post és az ex-ante előrejelzés időszaka rögzített, a szezonalitás hosszával (L) egyenlő, tehát havi adatoknál 12, negyedéves adatoknál 4, heti adatoknál 7 stb. A sze-zonalitás hossza (L) tetszőlegesen változtatható. A program az MSE minimalizálásával (solver) keresi meg a legjobb illeszkedést adó paramétereket. Egy kivétel van a normál exponenciális simítás (SES) ahol a MAPE alapján optimalizál. A szezonalitást nem tartalmazó 4 simítási eljárás esetében a becslési és teszt időszak tetszőlegesen változtatható. Az exponenciális simítás alkalmazott típusai:
- T- 1 Egyszerű exponenciális simítás
- T- 2 Szezonalitás – additív, Trend nincs
- T- 3 Szezonalitás – multiplikatív, Trend nincs
- T- 4 Szezonalitás – nincs, Trend additív (Holt módszere)
- T- 5 Szezonalitás – additív, Trend additív
- T- 6 Szezonalitás – multiplikatív, Trend additív (Winters módszere)
- T- 7 Szezonalitás – nincs, Trend multiplikatív
- T- 8 Szezonalitás – additív, Trend multiplikatív
- T- 9 Szezonalitás – multiplikatív, Trend multiplikatív
- T-10 Adaptív Reagálású Módszer (ARRSES)
- T-11 Brown Egy-Paraméteres Lineáris módszere
- T-12 Brown Egy-Paraméteres Quadratikus módszere

#### A telítődési, a logisztikus (S alakú) és életgörbe trendfüggvények becslése Excel parancsfájllal
- Le kell tölteni a determinisztikusidosorkutatas.zip állományt, válasszuk ki a logisztikustrendekbecslese.xlsm Excel parancsfájlt. Az utolsó munkalapon a Segítség eligazítást ad a program működéséről, illetve részletesebben használható a kézikönyv. Kehl-Sipos-oktatasi-segedlet-excelparancsfajlok.pdf
- A telítődési, a logisztikus és az életgörbe trendfüggvények olyan folyamatok, jelenségek leírására alkalmasak, amelyeknek a növekedése korlátos. A tartós fogyasztási cikkek (például tévé, rádió, telefon, autó stb.) forgalmának alakulása – a piac korlátozottsága miatt – telítődési trendet követ, mert van egy szint, ami fölé a kereslet nem emelkedik. Az ipari termékek életgörbéje is hasonló tendenciát mutat az első felszálló szakaszban, az eltérés azonban az, hogy a csúcspont elérése után leszálló szakasz következik, előbb csökken és végül megszűnik a gyártás és a forgalom. Gyakran előfordul, hogy az első felszálló szakaszban a fejlődés három szakaszát különíthetjük el: 1. a kísérletezés stádiuma, amit a gyártás beindítása, a lassú növekedés jellemez; 2. a „nagy felfutás” időszaka, nő a kereslet, a gyártás ezért tömegszerűvé válik; 3. a piac telítődése, amikor már csak az elhasználódás pótlására van lehetőség. A piaci érettség, a telítődés szakaszát a kereslet és a gyártás hanyatlása (többnyire új, korszerűbb termék jelenik meg a piacon), és végül a gyártás megszüntetése követi. A termékéletgörbe konkrét alakjának meghatározása a tervezés időszakában nem egyszerű feladat. Az élettartam a terméktől függően lehet néhány hónap (a divat által erősen befolyásolt termékek), néhány év (informatikai eszközök) vagy több évtized (mezőgazdasági termények). A telítődési függvényeket (elsősorban a Gompertz- és Johnson-függvényeket) a demográfusok és a biztosítási szakemberek a népesedési és túlélési folyamatok leírására és közelítésére használják. Az inflexiós pont jelzi a vizsgált jelenség fejlődésében bekövetkező jelentősebb változást és annak várható időpontját is. Az inflexiós pont kifejezi, hogy a fejlődés „hajtóerői” kifulladtak, várható, hogy a fejlődés jellege is megváltozik és lelassul. Tulajdonképpen a fejlődés egyik kritikus pontja éppen az inflexiós pontnál van. A telítődési függvények monoton növekvő függvények, ahol az időváltozó (t) növekedésével a növekedési értékek a nullához tartanak. Más megfogalmazásban a függvényértékek K telítődési paraméterhez, szaturációs szinthez, vagyis egy konstans értékhez tartanak, ha az időváltozó a végtelenbe tart. A feladat megkeresni azokat a paramétereket, amelyek mellett az illesztés a legpontosabb. A tapasztalatok szerint az egyszerűbb függvényformákkal (lineáris, hatványkitevős, exponenciális, parabolikus stb.) szemben a bonyolultabb telítődési függvények alkalmazása lényegesen számításigényesebb, ugyanakkor kiküszöbölik az egyszerűbb függvények azon hibáját, hogy a növekedésnek (vagy csökkenésnek) nincs felső vagy alsó korlátja. Az Excel parancsfájl 12 munkalapból áll, ezek különböző logisztikus függvény becslését teszik lehetővé. Először a legegyszerűbb telítődési függvényeket ismertetjük, amelyek inflexiós ponttal nem rendelkeznek. A bemutatásra kerülő következő hét S alakú trendfüggvénynek egy inflexiós pontja van. Az életgörbe- és a Hubbert-féle trendfüggvény két inflexiós ponttal rendelkezik.

A következő telítődési függvény becslését végzi el a program:
Inflexiós ponttal nem rendelkező telítődési görbék:
- Mitscherlich-,
- Bertalanffy-,
- egyszerűen modifikált exponenciális-,
- Törnquist 1.,
- Törnquist 2. függvények.

Egy inflexiós ponttal rendelkező logisztikus trendfüggvények:
- Verhulst-féle logisztikus-,
- Pearl–Reed-féle logisztikus-,
- Késleltetett logisztikus-,
- Négyzetesen logisztikus-,
- Gompertz-, Johnson-,
- általánosított Richars-trendfüggvény.

Két inflexiós ponttal rendelkező trendfüggvények:
- Életgörbe
- Hubbert-függvény.

A logisztikus trendek becslése Excel parancsfájl működése.
A logisztikustrendekbecslése.xls Excel parancsfájl a bemutatott tizenkét logisztikus trendfüggvény illesztését könnyíti meg a felhasználók számára. Tizenkét olyan munkalapot tartalmaz, melyek a különböző függvényformák nevei alapján kerültek elnevezésre, valamint egy Ciklus nevű munkalapot, mely a különböző illesztett trendek alapján a rövid és hosszú távú ciklusok vizsgálatát teszi lehetővé. A fájlban a cellák színezése jelentőséggel bír: a halványsárga cellák szabadon változtathatók, a zöld cellák az egyes paraméterek javasolt kezdeti értékeit adják meg, míg a fehér cellák számítási (rész)eredményeket tartalmaznak. A színezés alapján látható, hogy a fájl maximálisan 1000 hosszúságú idősor feldolgozására képes. Az egyes munkalapok között nincs összefüggés, azaz amennyiben több trendet kíván a felhasználó illeszteni ugyan-arra az adatsorra, úgy az adatokat valamennyi kiválasztott lapra be kell másolnia. Új adatbevitel esetén mind a 12 munkalapon törölni kell az adatokat, az adatok törlése ikonra kattintva, utána pedig bemásolni az új adatállományt. A fájl az adatok beillesztését követően azonnal ábrázolja az idősort, valamint az aktuálisan bevitt paraméterek alapján a trendfüggvényt is. Az Idő oszlop kitöltése opcionális, amennyiben kitöltésre kerül, úgy az ábrázolás esetén ezt figyelembe veszi a fájl az időtengely felirataként. A javasolt kezdeti paraméterek az egyes függvények nevezetes pontjai (maximálisan felvett érték, első időszak megfigyelésének értéke, inflexiós pont stb.) alapján kerültek meghatározásra. A Pearl–Reed-féle logisztikus függvény példáján keresztül mindez azt jelenti, hogy a K paraméter javasolt értéke az idősor-ban található maximális értékkel egyezik meg. alapján következtethetünk c közelítő értékére. A többi trend esetén az ajánlott kezdőértékek teljesen hasonló módon kerültek meghatározásra. Az induló paraméterek ilyen módon történő meghatározása azt okozhatja, hogy amennyiben olyan jelenséget vizsgálunk, amely már „lefutott”, és az illeszteni kívánt függvény alkalmas, úgy a kezdő paraméterek megadásával jól illeszkedő függvényt kapunk. Amennyiben egy telítődési, vagy életciklus-folyamat elején tartó jelenséget vizsgálunk, úgy a feltüntetett paraméterek helyett szakértői, elemzői tapasztalatra kell támaszkodni. Az induló paraméterek természetesen nem minden esetben adnak tökéletes javaslatot, így lehetőség van a paraméterek kézi vezérlésére is. Valamennyi munkalap tartalmaz olyan parancsgombokat, melyek a paraméterek finomhangolását végzik el (Opt. mind). A parancsgombok az Excel beépített Solver funkcióját hívják meg. Lehetőség van arra is, hogy a Solver a (kézzel, szakértői becslés alapján beállított) telítődési paraméter értékén ne változtasson, ekkor csupán a többi paraméter nagyságát fogja a program meghatározni (Opt. K nélkül). Az Excel beépített Solver csomagja nem képes minden esetben globális optimumot találni, így érdemes az illesztést több különböző, kézzel beállított indulóértékkel elvégezni. Főként az életgörbe és Hubbert függvények esetén problémát okozhat a paraméterek nagyságrendjének jelentős eltérése. A Solver ebben az esetben a túlságosan nagy paramétert nem mozdítja el kezdeti értékéről. A megoldás az eredeti adatsor dimenziójának változtatása (pl. 1000-rel való osztás).A kielégítőnek ítélt paraméterek megtalálása után az extrapoláció beállításával lehetőség van a trend mechanikus kiterjesztésére (a megfigyelések száma az extrapolációval együtt sem lépheti át az 1000 darabot). A Ciklus munkalapon az illesztett trendek további vizsgálatára (reziduumok ábrázolása, mozgóátlagolása), és összehasonlítására nyílik lehetőség. A Ciklus munkalap valamennyi esetben az adott függ-vény munkalapján beállított paraméterezés alapján dolgozik. A ciklus munkalapon kiválaszthatjuk a 12 trend közül azt, amit vizsgálni kívánunk (természetesen egyenként mind a 12 trendfüggvény konjunktúra ciklusait vizsgálhatjuk és összehasonlíthatjuk) és meg kell adni a mozgóátlag tagszámát. A mozgóátlag tagszáma az adatbázistól függ. Rövid ciklusok vizsgálata esetében a szezonalitást küszöböljük ki, ha havi adatok állnak rendelkezésre a mozgóátlag tagszáma 12, negyedéves adatok esetében 4. Ha a hosszú ciklusokat vizsgáljuk éves adatokkal, akkor általában 8 vagy 9 tagú mozgóátlagot választunk a rövidebb periódusú (pl. 4-8 vagy 3-9 éves) ciklusok kiszűrésére. (Megjegyezzük, hogy a rövidebb ciklusok kiszűrése után, ha ezt követően kiszűrjük a trendhatást, akkor a Kondratyev – féle hosszú ciklus becslését kapjuk meg.) Vizsgálni lehet az idősorokat abból a szempontból is, hogy hogyan reagálnak a mozgóátlag tagszámának megváltoztatására. Választhatunk az additív és a multiplikatív modell között. Az adatok bevitele után a program ábrázolja az eredeti adatokat és a trendet és a második ábrában a ciklust. Ki-számítja multiplikatív kapcsolatot feltételezve az eredeti idősor és a trend hányadosát, valamint additív kapcsolatot feltételezve az eredeti idősor és a trend különbségét. Így mindkét feltételezés mellett kiküszöböli a trendhatást. A ciklikus mozgásokat a trendtől megtisztított idősoroknál a fel-használó által megadott mozgóátlag tagszám alapján mozgóátlagolással küszöböli ki és számítja, valamint ábrázolja. Ciklus munkalapon: Válassza ki a trend típusát, a mozgóátlag tagszámát (ha 1 akkor nincs mozgóátlagolás) a trend és a periodikus hullámzás kapcsolódás módját: additív vagy multiplikatív. A sárga kockákban levő számok cserélhetők. Ha a mozgóátlag tagszáma 1, akkor az eredeti adatok és a trend különbségével illetve hányadosával számol a program. Ha az Idő oszlopba bemásoljuk a tényleges időt, pl. éveket, akkor az ábra X tengelye ezt veszi figyelembe, ha az Idő oszlop üresen marad, akkor a sorszámok jelennek meg az X tengelyen. 

#### ARIMA modellezés
George E. Box és Gwilym M. Jenkins népszerűsítette az autoregresszív/mozgóátlag modellek alkalmazását idősor prognosztizálási feladatokra. Miközben ezt a módszert eredetileg az 1930-as években fejlesztették ki, nem volt széleskörűen ismert, amíg Box és Jenkins nem publikálta részletes leírását könyv formában 1970-ben. A Box és Jenkins által ajánlott általános módszer, ARIMA modellek alkalmazása idősor-elemzésre, prognosztizálásra és ellenőrzésre az idősorelemzés Box-Jenkins módszertanaként lett ismert. Az ARIMA (AUTOREGRESSIVE – INTEGRATED – MOVING-AVERAGE = AUTOREGRESSZÍV INTEGRÁLT MOZGÓÁTLAG) modellezés menetét a következőkben foglaljuk össze.
A szochasztikus idősori modellek integrált autoregresszív és mozgóátlag (rövidítve ARIMA) modellcsa-ládjának elnevezésében , az AR az autoregresszív, az MA a mozgóátlag jelzőre, az I betű (INTEGRATED) pedig az összegzésre utal. Az autoregresszív (AR) modell, az idősor jelenlegi értékét, saját előző értékeinek függvényében fejezi ki, természetesen, mint sztochasztikus modell, kiegészülve a véletlen ingadozást reprezentáló változóval. Az autoregresszió a regresszió olyan formája, melyben az ered-ményváltozó más magyarázó változók helyett saját különböző késleltetésű múltbeli értékeihez kapcsolódik. Statisztikai szempontból tehát egyváltozós idősorelemzést végzünk. Mozgóátlag. Két különböző jelentése van ennek a kifejezésnek. Először: idősoroknál a k- tagú mozgóátlagot k egymást követő megfigyelési érték átlagaként definiálhatjuk. Ezt felhasználhatjuk simításra vagy előrejelzésre. Másodszor: a Box – Jenkins modellezésben az MA a mozgóátlag rövidítése az ARIMA-ban, és az jelenti, hogy az idősor értékét a t időpontban befolyásolja a jelenlegi hibatag és a múltbeli hibatagok súlyozott kombinációja. ARMA modell Az ilyen típusú idősori modell formája lehet autoregresszív (AR) vagy mozgóátlag (MA) vagy a kettő kombinációja (ARMA, vagy más néven vegyes modell). A vegyes (ARMA) modell az idősor jelenlegi értékét, saját előző értékeinek, és a jelenlegi, illetve a múltbeli véletlen változók függvényében fejezi ki. Az autoregresszív integrált mozgóátlag (ARIMA) modell, a differencia- vagy különbözet- képzéssel stacionáriussá transzformált, ún. d-ed rendű integrált (d) idősorokra felírt ARMA modell. Ha például az idősor első differenciái (az Yt – Yt-1 értékek) stacionáriusak, az eredeti idősor elsőrendű integrált. Az ARIMA modellezés kiindulópontja annak megállapítása, hogy a vizsgálni kívánt idősorunk stacionárius-e, illetve, ha nem, akkor az, hogy alkalmas transzformációval stacionáriussá tehető-e. Ezzel eldöntöttük azt, hogy az adott idősorhoz illeszthető-e ARIMA modell, ha igen milyen (d) dimenzióval (fokkal) rendelkezik. A következő kérdés annak megválaszolása, hogy milyen típusú ARMA modell illesztésével próbálkozzunk, illetve, milyen legyen az autoregresszivítás (p) és/vagy, a mozgóátlagolás (q) rendje. Erre a kérdésre a választ a tapasztalati, vagy a transzformált idősor ACF és PACF értékei (autokorrelációs- és parciális autokorrelációs együtthatók) alapján adjuk meg. A modellezés ezen fázisát, modell azonosításnak (identifikációnak) nevezi a szakirodalom. Ezután a modellezés lépései alapvetően megfelelnek a már ismert lineáris regressziós modellezésnek. A választott modell paraméterbecslése után a modell ellenőrzése következik. A modell ellenőrzése során vizsgáljuk azt, hogy paraméterei szignifikánsak-e, illetve véletlen változóik fehér zaj folyamatot követnek-e. Speciálisan az ARMA modelleknek van stacionarítási (az idősor jellemzői időben állandóak, azaz függetlenek a t időváltozótól) és invertibilitási (azaz a becsült paraméterek abszolút értéke kisebb mint egy) feltétele is, melyek a modell paramétereinek értékére vonatkozó megszorításokként jelennek meg. Ezután döntünk arról, hogy felhasználható-e az illesztett modell elemzésre, előrejelzésre, vagy más modell választásával kell próbálkoznunk. Az ARIMA modellek dimenzióit a következő módon adjuk meg: ARIMA (p, d, q). A gyakorlati alkalma-zások szerint az idősorok nagy része jól közelíthető olyan modellekkel, melyeknél az autoregresszivitás és a mozgóátlag folyamat rendje (p és q), illetve a differenciaképzés foka (d) alacsony. Általában mindhárom dimenzió – a (p), a (d), és a (q) is 0, vagy 1, vagy 2 értéket vesz fel. Olyan idősorok elemzésére, melyek szezonális ingadozást is tartalmaznak, az ún. szezonális ARIMA modellek alkalmasak, melyekkel pl. havi adatsorok (s=12), vagy negyedéves adatsorok (s = 4) elemezhetők. A szezonális modellek általános jelölé-se: ARIMA (p, d, q) (P, D, Q)s. A paraméterek függvényében az idősor hossza rövidül, a kieső adatok száma=p+d+q+s(P+D+Q) Az ARIMA modellezés feltevése szerint tehát, az idősorok által reprezentált sztochasztikus folyamatok, viszonylag egyszerű lineáris modellekkel leírhatók. A modellezési technika kidolgozásának alapvető célja, megbízható rövidtávú előrejelzések készítése. A modellezés során a megfigyelt idősorban tapasztalható belső összefüggések alapján következtetünk a sztochasztikus folyamat jellegzetességeire. E jellemzők határozzák meg a választott modell típusát. A modell paramétereinek segítségével – melyeket a megfigyelt idősorból becsülünk, – leírható az a "szisztéma", aminek alapján az idősor jelen időszaki értéke előállítható, az idősor múltbeli értékeinek és/vagy az elmúlt időszakban realizálódott véletlen eltéréseknek a lineáris kombinációjaként. A modellek alkalmazásának végső soron az a célja, hogy választott megbízhatósági szint mellett az idősor jövőbeni értékeire intervallumbecslést tudjunk adni. Az idősorokban tapasztalható belső összefüggések megállapítása az idősorok korrelációs struktúrájának feltárását jelenti, ez indokolja a modellkészítés nagy adatigényét. Általában 100-120 elemű megfigyelt idősorra van minimálisan szükség, mivel célszerű minél nagyobb késleltetésig elmenni, ami azt jelent, hogy általában a K= 20-25. Az általánosan alkalmazott összefüggés K<(n/4) alapján 25 időszakkal történő késleltetéshez legalább 100 elemű idősorra van szükségünk. Nem szezonális, tehát éves adatok esetében a K lehet kisebb, pl. 12 (ez 48 éves adatot igényel), de szezonalitást tartalmazó, pl. havi adatoknál a tendencia feltárásához 3*12=36 havi késleltetésre is szükség lehet, itt az n>144 havi adat. Az elméleti idősort jelentő sztochasztikus folyamat jellemzői (várható értéke, szórásnégyzete és autokorrelációs együtthatói) azonban, csak akkor becsülhetők a tapasztalati idősorból, ha ezek a jellemzők időben állandóak, azaz függetlenek a t időváltozótól. Az ilyen tulajdonságokkal rendelkező idősorokat stacionárius idősoroknak nevezzük. A stacionárius idősorok nem tartalmaznak időtrendhatást, az idősor értékei egy állandó átlagos szint körül ingadoznak, állandó szórással. Az állandó szórás azt jelenti, hogy az ingadozások intenzitása időben nem változik (nem növekszik vagy csökken). Ezenkívül a stacionárius idősorokra jellemző az, hogy az autokorrelációs együtthatói (pk) időben állandóak, csak a változók egymás közötti távolságától, k-tól függenek. Amennyiben idősorunk nem stacionárius folyamatból származik, alkalmasan megválasztott transzformációval stacionerré próbáljuk alakítani. Ha ez nem sikerül, a folyamatra ARIMA modellek nem illeszthetők.
Az ARIMA modellezés három lépésben, három Excel parancsfájl használatával történik. (arimaes_spektralanalizis.zip fájl tartalmazza a három Excel parancsfájlt.)
Először a Stacionaritás-biztosítása.xlsm parancsfájl alkalmazásával megvizsgáljuk, hogy stacionárius-e az idősor vagy nem. Ha nem akkor a differenciálás fokának változtatásával, illetve Box-Cox transzformációval kiválasztjuk azt a transzformált idősort, ami grafikusan leginkább eleget tesz a stacionaritás követelményeinek. Itt csak a grafikus ábra megszemlélésére, illetve vizsgálatára van lehetőség, pl. látható, ha az eredeti vagy transzformált idősor átlaga és szórása konstans-e vagy nem. A következő lépés a tesztelés.
Másodszor a kiválasztott eredeti vagy transzformált idősort átmásoljuk az ACF-PACF-Qszámítása.xlsm Excel parancsfájl Adatok-Számítások munkalapja adatok oszlopába (B3-B1048576) Az ACF és PACF korrelogramok illetve autokorrelációs- és parciális autokorrelációs együtthatók vizsgálata és a Q* statisztikák alapján eldöntjük, hogy az átalakított idősor valóban stacionáriusnak tekinthető-e. Ha igen, akkor elvégezhetjük az ARIMA modellezést.
Harmadik lépésben az ARIMA.xls parancsfájlba bemásoljuk az eredeti vagy a Box-Cox-transzformált adatokat. A differenciált idősort nem kell használni, mert az ARIMA.xlsm parancsfájlban a differenciálás foka (amit már ismerünk az első lépés számításai alapján) beállítható, és a becslésnél ezt figyelembe veszi. A Box-Cox-transzformált adatok használata esetén a legjobb modell kiválasztása után lehetőség van az eredeti- és becsült adatok visszatranszformálására. (ARIMA.xlsm Adatok visszatranszformálása munkalapon). Az ARIMA becslés után sokoldalúan lehet ellenőrizni a modellt, pl. a becslési és főleg a tesztidő-szak hibáinak (pl. MAPE) alapján, ha megosztottuk az idősort becslési és teszt időszakra, vizsgálhatjuk a reziduumokat, hogy az ARIMA modell eleget tesz-e a lineáris regressziós modell szokásos feltételeinek. A feltételek a véletlen változóra vonatkoznak, így a modell ellenőrzése a reziduumok véletlen jellegének a vizsgálatát jelenti. A kiválasztott ARIMA modell esetében ez azt jelenti, hogy a véletlen változó független véletlen folyamatot, fehér zaj folyamatot követ, normális eloszlással, nulla várható értékkel és konstans szórással. Ezeket a teszteket közli az ARIMA.xlsm parancsfájl, viszont a fehér zaj tesztelésére (pl. az autokorrelációs együtthatók nem szignifikánsak) ismét az ACF-PACF-Qszámítása.xlsm parancsfájlt kell használnunk. Az ARIMA modellek hatékonyan használhatók a pénzügyi idősorok, pl. a devizaárfolyamok elemzésénél és előrejelzésénél.